# Техейма (округ)
Техе́йма (англ. Tehama County) — округ, расположенный в северной части американского штата Калифорния. Окружной центр — город Ред-Блафф, являющийся одновременно и крупнейшим городом округа.

## История
Техейма был образован из территорий округов Бьютт, Колуза и Шаста в 1856 году. Округ назван в честь одноимённого города. Происхождение название точно неизвестно. Предполагаемыми источниками происхождения считаются арабское слово تهامة (рус. горячая равнина), испанское tejamanil (рус. галечный) или словосочетание высокая вода на наречии местных коренных жителей.

## География
По данным Бюро переписи населения США, округ имеет общую площадь в 7670 км², из которых 7600 км² составляет суша и 31 км² (0,4%) — водная поверхность.

## Демография

### 2000 год
Согласно Переписи населения 2000 года в Техейме проживало 56 039 человека. Плотность населения составила 7 чел./км². Было расположено 23 547 единиц жилья со средней плотностью 3 ед./км². Расовый состав выглядел следующим образом: 84,8% — белые, 0,6% — афроамериканцы, 2,1% — коренные американцы, 0,8% — азиаты, 0,1% — уроженцы тихоокеанских островов, 8,3% — прочие расы, 3,4% — смешанные расы, 15,8% — латиноамериканцы (любой расы).

### 2010 год
Согласно Переписи населения 2010 года в Техейме проживало 63 463 человек. Плотность населения составила 8,3 чел./км². Расовый состав выглядел следующим образом: 81,5% — белые, 0,6% — афроамериканцы, 2,1% — коренные американцы, 1,0% — азиаты, 0,1% — уроженцы тихоокеанских островов, 9,9% — прочие расы, 4,3% — смешанные расы, 21,9% — латиноамериканцы (любой расы).